# 't Kofschip
 't Kofschip  (met als varianten  't fokschaap en recentelijk in NT2-onderwijs soft ketchup) is een ezelsbruggetje om te bepalen hoe de onvoltooid verleden tijd en het voltooid deelwoord van zwakke werkwoorden volgens de Nederlandse spelling geschreven moeten worden.

## Ezelsbrug in het kort
Alleen als een stam (het volle werkwoord zonder en) van een zwak werkwoord eindigt op een van de medeklinkers uit  't kofschip (met ch één  medeklinker), eindigt het voltooid deelwoord op een -t en de onvoltooid verleden tijd op -te(n). Zo niet, dan is de uitgang van het voltooid deelwoord -d en die van de onvoltooid verleden tijd -de(n).

## Achtergrond van't kofschip
Het ezelsbruggetje berust op het feit dat alle medeklinkers in de woordcombinatie  't kofschip stemloos zijn, dus de plofklanken /p/, /t/ en /k/ en de wrijfklanken /f/, /s/ en /ch/, en dat er in de  klankinventaris van het Nederlands geen andere stemloze medeklinkers zijn.
Zwakke werkwoorden kennen in het Nederlands voor de onvoltooid verleden tijd (OVT) en het voltooid deelwoord twee varianten van het suffix: met een t en met een d:
|                          | t-uitgang | d-uitgang |
| ------------------------ | --------- | --------- |
| onvoltooid verleden tijd | -te(n)    | -de(n)    |
| voltooid deelwoord       | -t        | -d        |

De uitgangen met t worden gebruikt als de stam fonetisch gezien onderliggend eindigt op een stemloze medeklinker; eindigt de stam op een stemhebbende medeklinker, dan worden de uitgangen met d gebruikt.
Onder deze laatste categorie vallen ook de zwakke werkwoorden waarvan de onderliggende v of z in de spelling in een f en een s veranderen, bijvoorbeeld leven en grazen versus ik leef, ik leefde; de koe graast, de koe graasde.
De fonologie van het Nederlands kent tevens de regel van eindklankverscherping, waardoor een stemhebbende medeklinker aan het eind van een woord altijd als stemloos wordt uitgesproken (heb klinkt als /hep/, hond klinkt als /hont/, etc.). Een woord dat op een -d eindigt klinkt daardoor alsof het op een /t/ eindigt, zodat aan de uitspraak van een voltooid deelwoord niet te horen is of het met een d of een t moet worden gespeld. Dit laatste vormt een van de grootste struikelblokken in de Nederlandse spelling.

### De "-e-proef"
Een andere manier om te bepalen of een voltooid deelwoord van een zwak werkwoord met een d of een t moet worden gespeld is door het te verlengen met een -e. Op deze manier is aan de uitspraak meestal te horen of er een t of een d geschreven moet worden: gezakt > gezakte; geleefd > geleefde, etc.
Deze proef werkt echter niet voor anderstaligen die Nederlands leren. Zij hebben nog te weinig Nederlands gehoord en zullen blijven twijfelen tussen geleefd(e) en het onjuiste geleeft(e). Overigens kan ook bij Nederlandstaligen verwarring ontstaan bij een werkwoord zoals boren (boorde, geboord) met bestaande zelfstandige naamwoorden (geboorte versus geboorde).

## Toepassing van't kofschip
De toepassing van het ezelsbruggetje kan goed worden uitgelegd aan de hand van voorbeelden, zoals maken, blaffen, krabben, leven, knoeien en verhuizen.
- Haal van de infinitief (het hele werkwoord) de uitgang -en af. Wat overblijft vormt de basis voor de (technische) stam.
mak-, blaff-, krabb-, lev-, knoei-, verhuiz-
- Vorm de technische stam door voor lange klanken de klinker te verdubbelen en van een dubbele medeklinker aan het eind er een weg te laten:
maak-, blaf-, krab-, leev-, knoei-, verhuiz-
- De stam zelf wordt nog gevormd door de eindletters v en z te vervangen door respectievelijk f en s:
leef- en verhuis-
- Ga na of de laatste letter van de technische stam een medeklinker (klinkers doen niet mee) uit 't kofschip is.
maak- (ja), blaf- (ja); krab- (nee), leev- (nee), knoei- (nee), verhuiz- (nee)
- Zo ja, vorm de verleden tijd door de uitgang -te aan de stam toe te voegen:
maakte, blafte
- Zo nee, vorm de verleden tijd door de uitgang -de aan de stam toe te voegen:
krabde, leefde, knoeide, verhuisde
- Dienovereenkomstig is het voltooid deelwoord: gemaakt, geblaft, gekrabd, geleefd, geknoeid, verhuisd.

Bij het toepassen van de  't kofschip-regel moet dus altijd gekeken worden naar de laatste letter van de technische stam. Zo wordt het voltooid deelwoord van geloven niet geschreven als gelooft maar als geloofd, aangezien na weglating van de uitgang -en van het hele werkwoord de stam gelov- eindigt op een medeklinker die niet in  't kofschip voorkomt. Dit geldt ook voor de werkwoorden die een verharde s hebben zoals: verhuizen.
Voorbeelden:
- maken: hij maakte de opgave – de opgave is gemaakt – de gemaakte opgave
- krabben: hij krabde de wond open – de wond is opengekrabd – de opengekrabde wond
- blaffen: hij blafte de bevelen – de bevelen zijn geblaft – de geblafte bevelen

Bij werkwoorden als leven en verhuizen, dus met v en z,  is het extra oppassen met de spelling:
- leven: de werkelijkheid leefde – de werkelijkheid is geleefd – de geleefde werkelijkheid
- geloven: hij geloofde in mij – hij heeft in mij geloofd
- verhuizen: hij verhuisde vorig jaar  – hij is vorig jaar verhuisd.

## Enkele problemen bij de toepassing
Bij een aantal zwakke werkwoorden - met name die van Engelse herkomst - is de toepassing van het ezelsbruggetje problematisch.
Ook kan verwarring ontstaan dat er een i in  't kofschip voorkomt, zodat sommigen de regel ook toepassen op werkwoorden waarvan de stam op een 'i' eindigt, zoals zaaien of gooien.  't Fokschaap (zie hieronder) wordt daarom soms als een betere variant beschouwd. 

### Werkwoordstammen eindigend op x
De letter x zit niet in  't kofschip, maar werkwoorden  waarvan de stam op een x eindigt krijgen in de onvoltooid verleden tijd ook de uitgang -te. De verleden tijd van het werkwoord faxen is dus faxte. De reden daarvoor is dat de x uitgesproken wordt als ks, en de stemloze s de doorslag geeft. Voor dit soort gevallen wordt  't kofschip weleens verlengd tot  't ex-kofschip, kofschiptaxi of vervangen door xtc-koffieshop.  't fokschaap wordt in deze gevallen ook wel vervangen door  't sexy fokschaap.

### Werkwoordstammen eindigend op sj
De eindletter van een aantal uit andere talen geleende werkwoorden, zoals crashen, douchen en ramsjen, eindigt op een palato-alveolaire fricatief ofwel de sisklank /sj/, in het IPA geschreven als /ʃ/. De ezelsbrug  't kofschip voorziet niet in deze klank, maar de klank /sj/ is ook stemloos, zodat ook voor werkwoorden als crashen, douchen en ramsjen de uitgang -te gebruikt wordt: crashte, douchte, ramsjte.

### Werkwoordstammen eindigend op ce
Bij uit het Engels ontleende werkwoorden als racen, outsourcen, patiencen en andere eindigt de stam weliswaar qua spelling op -ce, maar in de uitspraak op een sisklank /s/. Daarom krijgen deze woorden in de onvoltooid verleden tijd de uitgang -te: racete, outsourcete en patiencete. De voltooid deelwoorden zijn overeenkomstig: geracet, gepatiencet en geoutsourcet. 

### Werkwoorden met een dubbele uitspraak
Een aantal werkwoorden kan op meerdere manieren worden uitgesproken. Sommige mensen sausen hun muren, anderen sauzen ze. Het gevolg van dit uitspraakverschil is dat er ook twee vormen zijn van de verleden tijd: sauste (van het grondwoord sausen) en sausde (van het grondwoord sauzen).

### Sterke en onregelmatige werkwoorden
De regel van  't kofschip gaat niet op voor sterke werkwoorden. Deze krijgen in de verleden tijd een ablaut in de stam zelf in plaats van een uitgang. Het voltooid deelwoord van deze werkwoorden eindigt in de regel op -(e)n. Voorbeelden van onregelmatige werkwoorden zijn de vervoegingen van kopen, zoeken, zijn en hebben (zie verder de Lijst van sterke en onregelmatige werkwoorden in het Nederlands).

### Onvolledig zwakke werkwoorden
Er bestaan ook werkwoorden die slechts gedeeltelijk zwak vervoegd worden. De verleden tijd van lachen is bijvoorbeeld lachte, maar omdat dit oorspronkelijk een sterk werkwoord was is het voltooid deelwoord nog altijd gelachen.
(Zie verder de Lijst van sterke en onregelmatige werkwoorden in het Nederlands).

## Geschiedenis
De populariteit van het ezelsbruggetje van  't kofschip gaat terug op de tweede helft van de negentiende eeuw en is verbonden met de naam van de taalkundige L.A. te Winkel. In 1859 publiceerde hij een schoolboekje onder de titel De Nederlandsche spelling onder beknopte regels gebragt, waarin in 274 regels de in die tijd gebruikte spelling-Siegenbeek beschreven wordt. In een van deze regels vinden we  't kofschip terug: "De tijdsuitgang: -de verandert in -te achter de scherpe medeklinkers". Deze "scherpe medeklinkers", tegenwoordig bij voorkeur stemloze medeklinkers genoemd, worden beschreven in regel 129: "De scherpe medeklinkers zijn dus zes in getal: p, f, k, ch, t en s; zij worden gehoord in  't kofschip."
Het is onbekend of Te Winkel het ezelsbruggetje zelf bedacht heeft of dat hij het slechts vastlegde. De wijde verbreiding van  't kofschip kan echter wel aan hem worden toegeschreven. Het boekje van Te Winkel werd namelijk positief ontvangen en al spoedig door hem voorzien van oefenmateriaal. In 1865 verscheen een aangepaste en uitgewerkte versie, Leerboek der Nederlandsche spelling. Dit boek werd tot in de jaren negentig van de negentiende eeuw in het onderwijs gebruikt. Zodoende raakte het hulpmiddel van Te Winkel eerst bij onderwijzers, later ook bij vele generaties scholieren in zwang.

## Alternatieven
′t Fokschaap is begin jaren 90 in de lessen Nederlands in de plaats gekomen van ′t kofschip. De reden om liever  't fokschaap in plaats van  't kofschip te gebruiken is dat voor nogal wat mensen verwarring ontstaat bij werkwoorden waarvan de stam op een i eindigt, bijvoorbeeld gooien. De i staat immers in  't kofschip en kan daarmee ten onrechte de indruk wekken dat ook werkwoorden met de stam op i een onvoltooid verleden tijd en voltooid deelwoord hebben met een t. ′t Fokschaap wordt wel uitgebreid tot ′t sexy fokschaap om duidelijk te maken dat werkwoorden met de stam op x een onvoltooid verleden tijd en voltooid deelwoord hebben met een t.
Andere moderne alternatieven zijn taxi kofschip, soft ketchup en xtc-koffieshop.